# كيلي هولمز
كيلي هولمز (بالإنجليزية: Kelly Holmes) (و. 1970  م) هي عدائة المسافات المتوسطة، من المملكة المتحدة، شاركت في الألعاب الأولمبية الصيفية 2004، ودورة ألعاب الكومنولث 2002، ودورة ألعاب الكومنولث 1994، والألعاب الأولمبية الصيفية 1996، والألعاب الأولمبية الصيفية 2000، ودورة ألعاب الكومنولث 1998.

## الخدمة العسكرية
خدمت في الجيش البريطاني.

## جوائز
حصلت على جوائز منها:
- جائزة بي بي سي لشخصية العام الرياضية [الإنجليزية]‏ (2004)[4]
- قائدة رتبة الإمبراطورية البريطانية.

## روابط خارجية
- كيلي هولمز على موقع الاتحاد الدولي لألعاب القوى (الإنجليزية)
- كيلي هولمز على موقع اللجنة الأولمبية الدولية (الإنجليزية)
- كيلي هولمز على موقع أوليمبيديا (الإنجليزية)
- كيلي هولمز على موقع اللجنة الأولمبية البريطانية (الإنجليزية)
- كيلي هولمز على موقع اتحاد ألعاب الكومنولث (مؤرشف) (الإنجليزية)